# タッソハム

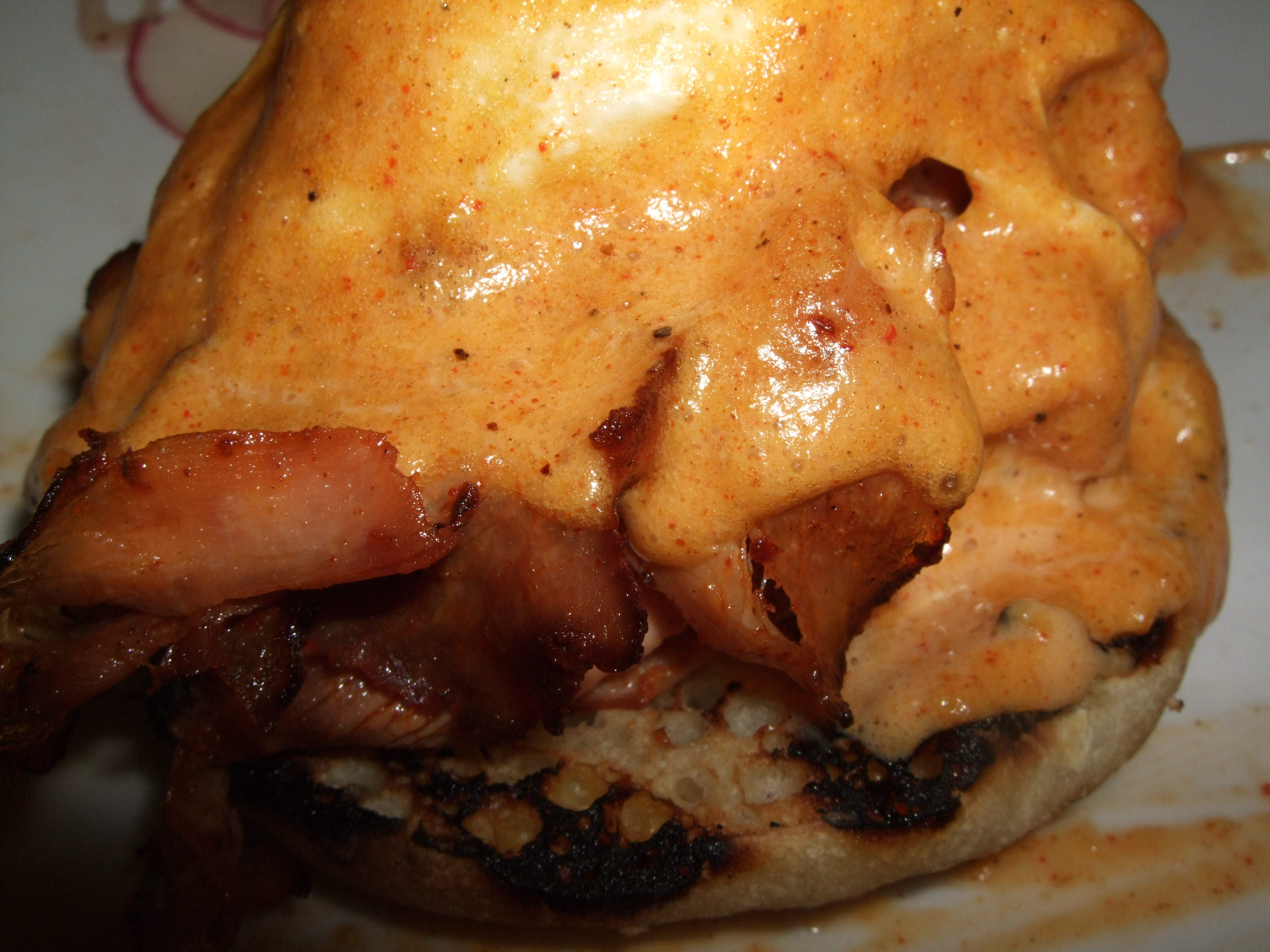
タッソハムとポーチドエッグ、グリルしたトマト、オランデーズソース

タッソハム(Tasso ham)は、ルイジアナ州南部の特産品（クレオール料理）である。ブタの前脚からではなく肩肉から作るため、「ハム」という名称は実際は誤称である。脂肪に富んでいるが、筋肉を常に動かす部位であるため、風味が強い。7-8ポンドの塊肉を筋と垂直に厚さ7.5cm程度にスライスし、亜硝酸塩と砂糖を含む塩漬けにする。3-4時間だけ漬け込んで洗い流し、カイエンヌペッパー、ニンニクを含むスパイスをまぶし、完全に火が通るまで燻製する。
タッソハムはそのまま食べる他、シチューや野菜の蒸し煮の風味付けにも用いられる。また、パスタやクラブケーキ、スープ、グレイビーソース等にも用いられる。その起源から、ジャンバラヤ等のケイジャン料理のレシピに最もよく見られる。